# Björn Säfsten
Björn Hampus Säfsten, född 5 mars 1981, är en svensk dansare och koreograf från Umeå, utbildad vid Balettakademin i Stockholm där han tog examen 2003. 

## Biografi
Björn Säfsten har arbetat som dansare och koreograf sedan sin examen 2003. Han vann tävlingen Koreograf 2007 som anordnades av Dansens hus och Kenneth Kvarnström(länk) med verket In Trembling Space. 2008 mottog han Umeå Folkets Hus pris Guldäpplet och 2009 det prestigefyllda Birgit Cullberg-stipendiet.
Han arbetade 2012 - 2015 med ett fyraårigt forskningsprojekt på Umeå Konsthögskola tillsammans med filosofen Per Nilsson. Sedan 2015 har Säfsten i olika format presenterat sitt eget och andra konstnärers arbete genom företaget Säfsten Produktion som är en plattform för koreografiskt skapande och utforskande. 2018 och 2020 var han initiativtagare och arrangör av praktik delning festivalen Within Practice i samarbete med SKH  och MDT. Han har genom åren arbetat med flera olika konstnärer och organisationer som till exempel Skånes Dansteater, Cullbergbaletten, Regionteater Väst samt skapat sina egna verk. Mellan åren 2010 - 2020 har hans verk bland annat presenteras på Dansens hus, MDT och Magasin 3  I Stockholm, Inkonst, Atalante, Norrlandsoperan i Sverige och internationellt Tanz im August, Judson Church , Usine C, Laban, La Briqueterie, La Casa Encendida, Sala Hiroshima, Centro Parraga och AADK. 
2017 Tilldelades han 10-årigt arbetsstipendium från Konstnärsnämnden. 

## Konstnärskap
Björn Säfsten skapar koreografisk konst i tätt samarbete med sina konstnärliga team och fokuserar ofta på våra kroppar och sinnen; hur de samspelar, formas och uttrycker sig. Han utforskar olika metoder för rörelse och tankemönster och leker med hur vi upplever språket. Några av Björns mest långvariga samarbetspartners är dansarna Anja Arnquist, Sophie Augot och producenten Magnus Nordberg.

## Dansverk
| År   | Verk                    | Samproducenter                                                           |
| ---- | ----------------------- | ------------------------------------------------------------------------ |
| 2007 | In trembling space      | Dansens hus, Kenneth Kvarnström                                          |
| 2007 | Master Minds            | Norrlandsoperan                                                          |
| 2008 | Cuatro Estaciones       | Norrlandsoperan, Dansnät Sverige, Danscentrum Stockholm, Dansens hus     |
| 2009 | Compact conversations   | Cullbergbaletten, Moderna dansteatern, Dansens Hus Oslo, Norrlandsoperan |
| 2010 | Corduroy                | Dansens hus, Norrlandsoperan                                             |
| 2011 | Corduroy de-constructed | Norrlandsoperan, Magasin III                                             |
| 2011 | Display                 | Norrlandsoperan                                                          |
| 2012 | Introduction            | Norrlandsoperan, Dansens hus                                             |
| 2013 | ___And___               | Skånes Dansteater                                                        |
| 2013 | Fictional copies        | Choreographic Centre of Caen Basse No, Norrlandsoperan                   |
| 2014 | Idiots                  | Moderna dansteatern, WP Zimmer, AADK                                     |
| 2016 | Language fools          | Regionteater Blekinge, WP Zimmer,                                        |
| 2016 | Matsalen/The Canteen    | Göteborgsoperan, Regionteater Väst                                       |
| 2016 | Prologue                |                                                                          |
| 2018 | Landscapes of I         | Riksteatern, Inkonst                                                     |
| 2020 | Lost night              | MDT, Atalante, Inkonst                                                   |

## Festivaler och symposium
| År   | Titel                              | Samarbetspartners                   |
| ---- | ---------------------------------- | ----------------------------------- |
| 2015 | Translate, Intertwine, Transgress! | Moderna Museet, MDT                 |
| 2017 | Festival with no name              | Eric Ericsonhallen, Delight studios |
| 2018 | Within Practice                    | SKH, SITE, Dansalliansen,           |
| 2019 | Local Practice                     | MDT, Danscentrum Stockholm          |
| 2020 | Within Practice                    | SKH, SITE, Dansalliansen,           |